# シウダー・レアル県
シウダー・レアル県（シウダー・レアルけん、Provincia de Ciudad Real）は、スペイン・カスティーリャ＝ラ・マンチャ州に属する県。県都はシウダー・レアル。

## 地理
シウダー・レアル県はスペインの内陸部に位置する。カスティーリャ＝ラ・マンチャ州のクエンカ県とアルバセテ県とトレド県、アンダルシア州のハエン県とコルドバ県、ポルトガルとの国境を持つエストレマドゥーラ州のバダホス県と接している。内陸性の比較的乾燥した地域であり、県内にはプエルトジャーノ太陽熱発電所も設置されている。また、域内には過去の火山活動の痕跡が多く残っており、水銀の主要産地の1つであるアルマデンも県内にある。2024年にユネスコ世界ジオパークに指定された。
1985年にはカスティーリャ＝ラ・マンチャ州唯一の大学としてカスティーリャ＝ラ・マンチャ大学が開学し、本部はシウダー・レアルに置かれた。

### 人口
| シウダー・レアル県の人口推移 1900－2010                 |
|                                                         |
| 出典:INE（スペイン国立統計局）1900年 - 1991年、1996年 - |

## 歴史
1833年スペイン地方行政区分再編ではスペイン全土に49の県が設置された。この際にシウダー・レアル県も設置され、県都はシウダー・レアルに定められた。この際にシウダー・レアル県やマドリード県など5県は「歴史的地域」のカスティーリャ・ラ・ヌエバ地域にまとめられたが、「歴史的地域」に権限や行政機関は存在しなかった。
1939年から1975年のフランコ独裁体制化を経て、スペインの民主化移行期の1970年代末から1980年代初頭にはスペイン全土に17の自治州が設置された。1982年8月10日にはシウダー・レアル県など5県からなるカスティーリャ＝ラ・マンチャ州が発足した。

## 交通

### 高速鉄道
県都シウダー・レアルには、スペインの首都であるマドリードから高速鉄道AVEの路線が直通している。この高速鉄道路線はプエルトジャーノを経由して、コルドバ県の州都コルドバに通じている。コルドバに出ることでスペイン南部へ、マドリードへ出ることでスペイン北部への鉄道網にアクセスできる。

### 一般の鉄道
シウダー・レアルからは、ダイミエルなどを経由してマンサナーレスに達する鉄道路線が存在する。マンサナーレスから南へ向かう路線ではバルデペーニャスなどへ向かうことができる。一方、マンサナーレスから北へ向かう路線はアルカサル・デ・サン・フアンに達しており、アルカサル・デ・サン・フアンからはアルバセテ方面へ向かうことが可能で、スペイン南東部の鉄道網にアクセスできる。また、プエルトジャーノからはスペイン西部のバダホス方面へ向かう鉄道路線もある。

## 行政区画

### 主な自治体
県都シウダー・レアルはシウダー・レアル県の人口の7分の1を有している。シウダー・レアル県には100のムニシピオ（基礎自治体）がある。
| 順位 | 基礎自治体                   | 人口 （2010年） |
| ---- | ---------------------------- | --------------- |
| 1    | シウダー・レアル             | 74,345          |
| 2    | プエルトジャーノ             | 52,300          |
| 3    | トメジョーソ                 | 38,641          |
| 4    | バルデペーニャス             | 31,370          |
| 5    | アルカサル・デ・サン・フアン | 31,120          |
| 6    | マンサナーレス               | 19,242          |
| 7    | ダイミエル                   | 18,656          |
| 8    | ラ・ソラーナ                 | 16,324          |
| 9    | カンポ・デ・クリプターナ     | 15,048          |
| 10   | ミゲルトゥーラ               | 14,312          |

### 司法管轄区

シウダー・レアル県の司法管轄区

県内は10の司法管轄区に分けられている。なお、太字は中心自治体である。
1. アルカサル・デ・サン・フアン司法管轄区[7] - アルカサル・デ・サン・フアン、アレナーレス・デ・サン・グレゴリオ、カンポ・デ・クリプターナ、エレンシア、ペドロ・ムーニョス、プエルト・ラピセ
2. シウダー・レアル司法管轄区[8] - アルコーバ、アルコレーア・デ・カラトラーバ、アンチューラス、アローバ・デ・ロス・モンテス、バジェステーロス・デ・カラトラーバ、カニャーダ・デ・カラトラーバ、カリオン・デ・カラトラーバ、シウダー・レアル、ロス・コルティーホス、フェルナン・カバジェーロ、フォンタナレッホ、オルカッホ・デ・ロス・モンテス、ルシアーナ、マラゴン、ミゲルトゥーラ、ナバルピーノ、ナバス・デ・エステーナ、ピコン、ピエドラブエナ、ポブレーテ、ポルスーナ、レトゥエルタ・デル・ブジャーケ、エル・ロブレード、トラルバ・デ・カラトラーバ、ビジャール・デル・ポソ
3. ダイミエル司法管轄区[9] - アレーナス・デ・サン・フアン、ダイミエル、フエンテ・エル。フレスノ、ラス・ラボーレス、ビジャルビア・デ・ロス・オッホス
4. マンサナーレス司法管轄区[10] - ジャーノス・デル・カウディージョ、マンサナーレス、メンブリージャ、サン・カルロス・デル・バジェ、ラ・ソラーナ、ビジャルタ・デ・サン・フアン
5. バルデペーニャス司法管轄区[11] - アルムラディエル、カステジャール・デ・サンティアーゴ、モラル・デ・カラトラーバ、サンタ・クルス・デ・ムデーラ、トーレヌエバ、バルデペーニャス、ビソ・デル・マルケス
6. ビジャヌエバ・デ・ロス・インファンテス司法管轄区[12] - アルバラデッホ、アルクビージャス、アランブラ、アルメディーナ、カリソーサ、コサル、フエンジャーナ、モンティエル、プエブラ・デル・プリンシペ、サンタ・クルス・デ・ロス・カニャモス、テリンチェス、トーレ・デ・フアン・アバッド、ビジャエルモーサ、ビジャマンリーケ、ビジャヌエバ・デ・ラ・フエンテ、ビジャヌエバ・デ・ロス・インファンテス
7. プエルトジャーノ司法管轄区[13] - アベノハル、アルデア・デル・レイ、アルモドーバル・デル・カンポ、アルガマシージャ・デ・カラトラーバ、ブラサトルタス、カベサラードス、カベサルビアス・デル・プエルト、カラクエル・デ・カラトラーバ、コラル・デ・カラトラーバ、フエンカリエンテ、イノホーサス・デ・カラトラーバ、メスタンサ、ロス・ポスエーロス・デ・カラトラーバ、プエルトジャーノ、サン・ロレンソ・デ・カラトラーバ、ソラーナ・デル・ピノ、ビジャマジョール・デ・カラトラーバ、ビジャヌエバ・デ・サン・カルロス
8. トメジョーソ司法管轄区[14] - アルデア・デ・ルイデーラ、アルガマシージャ・デ・アルバ、ソクエジャモス、トメジョーソ
9. アルマグロ司法管轄区[15] - アルマグロ、ボラーニョス・デ・カラトラーバ、カルサーダ・デ・カラトラーバ、グラナトゥラ・デ・カラトラーバ、ポスエーロ・デ・カラトラーバ、バレンスエーラ・デ・カラトラーバ
10. アルマデン司法管轄区[16] - アグード、アラミージョ、アルマデン、アルマデネッホス、チジョン、グアダルメス、プエブラ・デ・ドン・ロドリーゴ、サセルエーラ、バルデマンコ・デル・エステーラス

## 政治
シウダー・レアル県には上院4議席、下院5議席、そして自治州議会に12議席が割り当てられている。その内訳は、上院では、国民党（PP）が2議席、スペイン社会労働党（PSOE）が2議席、下院では、国民党が3議席、スペイン社会労働党が2議席となっている（2008年3月総選挙の結果）。自治州議会では、国民党が6議席、スペイン社会労働党が6議席となっている。